# Myiarchus cephalotes
Caça-moscas-d'orlas-brancas ou maria-cavaleira-montês (Myiarchus cephalotes) é uma espécie de ave da família Tyrannidae.
Pode ser encontrada nos seguintes países: Bolívia, Colômbia, Equador, Peru e Venezuela.
Os seus habitats naturais são: regiões subtropicais ou tropicais húmidas de alta altitude e florestas secundárias altamente degradadas.